# Sturmgeschütz-Brigade 398
De Sturmgeschütz-Brigade 397 was tijdens de Tweede Wereldoorlog een Duitse Sturmgeschütz-eenheid van de Wehrmacht ter grootte van een afdeling, uitgerust met gemechaniseerd geschut. Deze eenheid was een zogenaamde Heerestruppe, d.w.z. niet direct toegewezen aan een divisie, maar ressorterend onder een hoger commando, zoals een legerkorps of leger.
Deze Sturmgeschütz-eenheid kwam nooit in actie en werd voortijdig weer opgeheven.

## Krijgsgeschiedenis

### Sturmgeschütz-Brigade 398
Sturmgeschütz-Abteilung 398 werd opgericht op Oefenterrein Posen in Polen in maart 1944. De oprichting werd nooit voltooid.

### Einde
De Sturmgeschütz-Brigade 398 werd opgeheven in 1944. De beslissing tot opheffing volgde na een nieuwe aanwijzing van Generaloberst Guderian dat het aantal Sturmgeschütz-Brigades niet verder mocht worden uitgebreid.

## Samenstelling
- Staf
- 1e Batterij
- 2e Batterij
- 3e Batterij

## Commandanten
| Rang | Naam | Begin | Eind |
| ---- | ---- | ----- | ---- |
|      | ??   | 1944  |      |